# Alegeri locale în județul Galați, 2020
În județul Galați, alegerile locale din 2020 s-au desfășurat la 27 septembrie. În total, s-au înscris 11 candidați.

## Candidați la Primărie
| Candidat              | Partid             | Alianța            | Voturi | %      |          | Partid   | Voturi | %     | Locuri |
| --------------------- | ------------------ | ------------------ | ------ | ------ | -------- | -------- | ------ | ----- | ------ |
| Bogdan Ionel-Rodeanu  | USR                | USR-PLUS-PNL       | 13.198 | 16,20% | PSD      |          | 43,5%  | 15    |        |
| Ionut Florin-Pucheanu | PSD                | PSD                | 47.725 | 59,33% | PNL      |          | 17,6%  | 6     |        |
| Marius Stan           | PRO România        | PRO România        | 2751   | 3,39%  | USR-PLUS |          | 11,4%  | 4     |        |
| Andrei Velea          | PACT pentru Galati | PACT pentru Galati |        | 4,12%  |          | PACT     |        | 5,9%  | 2      |
| Catalin Cristache     | PMP                | PMP                | 4061   | 5,06%  |          | PMP      |        | 4,9%  | -      |
| Cristian Dima         | ALDE               | ALDE               | 2579   |        |          | ALDE     |        | 3,6%  | -      |
| Stefan Balta          | PER                | PER                | 1590   |        |          | PPUSL    |        | 2,66% | -      |
| Picu Apostol Roman    | PPUSL              | PPUSL              | 2212   |        |          | PRO      |        | 2,30% | -      |
| Adriana Elena Tudor   | AUR                | AUR                | 1079   |        |          | RE:START |        |       | -      |
| Daniela Simona Vreme  | independent        | independent        | 1778   |        |          | PER      |        |       | -      |
| Emanuel Olaru         | RE:START ROMANIA   | RE:START ROMANIA   | 334    |        |          | AUR      |        |       | -      |

Cei 11 candidați sunt:
1. Ionuț Florin-Pucheanu, Partidul Social Democrat (PSD) - actualul primar al Municipiului Galați
2. Marius Stan, Partidul Pro România (PPR) - primar al Galațiului între anii 2012 și 2016, fost fotbalist la Oțelul Galați
3. Andrei Velea, PACT pentru Galați
4. Daniela-Simona Vreme, candidat independent
5. Cătălin Cristache, Partidul Mișcarea Populară (PMP)
6. Emanuel Olaru, Re:Start România
7. Bogdan-Ionel Rodeanu, USR-Plus
8. Cristian Dima, Partidul Alianța Liberalilor și Democraților (ALDE)
9. Adriana-Elena Tudor, AUR (AUR)
10. Ștefan Baltă, Partidul Ecologist Român (PER)
11. Picu Apostol Roman, PUSL (PUSL)

## Candidați la Consiliul Județean
Și la Candidatura pentru Șefia CJ Galați sunt tot 11 candidați, aceștia fiind:
| CANDIDAT                  | PARTID | ALIANTA      | V%      |     | PARTID   | V%    | MANDATE |
| ------------------------- | ------ | ------------ | ------- | --- | -------- | ----- | ------- |
| George Catlin Stanga      | PNL    | PNL-USR-PLUS | 26,84%  | PSD | 39,72%   | 17    |         |
| Costel Fotea              | PSD    | PSD          | 48,82 % | PNL | 27,08%   | 12    |         |
| Ioana Iurescu             | PMP    | PMP          | 5,37%   | PMP | 5,73%    | 3     |         |
| Nicolae Marin             | ProRO  | ProRO        | 4,19%   |     | ALDE     | 5,58% | 2       |
| Florinel-Petru Gasparotti | ALDE   | ALDE         | 3,69%   |     | USR-PLUS | 6,04% | -       |

## Prezența la Vot
JUDEȚUL GALAȚI:
TOTAL VOTANȚI: 211.464
PREZENȚĂ ÎN PROCENTE: 40,15%
RURAL: 110.308
URBAN: 101.125

## Rezultate parțiale
Ionuț-Florin Pucheanu(PSD) a câștigat un al doilea mandat la postul de primar al Municipiului Galați.
Acesta a câștigat cu 59,19%.

## Mențiuni
Secțiile de votare vor avea dezinfectanți, iar alegătorilor li se vor măsura temperatura. Daca aceștia au peste 37,3 °C, vor putea vota, dar într-o cabină specială.
Secțiile de votare se deschid la ora 7.00 și se închid la ora 21.00.